# Pécs–Bátaszék-vasútvonal
A Pécs–Bátaszék-vasútvonal a MÁV 64-es számú, nem villamosított vasútvonala, mely a Baranyai-dombságot szelte át. Eredetileg Pécset kötötte össze a fontos Duna-völgyi vasúti csomópontnak számító Bátaszékkel.
A szép tájakon kanyargó vasút Pécsvárad–Palotabozsok közötti szakaszán 1997-ben a vonatokat pótlóbuszokkal váltották fel, s a 2003-as Bzmot-„vész” során erre a sorsra jutott a Palotabozsok–Bátaszék vonalrész is. A megmaradt Pécs–Pécsvárad szakaszon elővárosi forgalom zajlott, ám az alacsony pályasebesség és a kevés vonat miatt az utasok fokozatosan átpártoltak a párhuzamosan közlekedő autóbuszjáratokhoz. A Pécs és Pécsvárad közötti vonalszakaszon a személyszállítás 2009. december 13-án, a 2009/2010. évi menetrendváltással leállt.

## Története
A Pécs-Bátaszék HÉV-et (eredetileg 292-es számú vonal) 1911-ben adták át. Építése – a környékbeli helyiérdekű vasutakhoz képest – igen sok pénzt emésztett fel; ennek egyrészt a keleti Mecsek nehéz terepviszonyai, másrészt a Pécs sűrűn lakott területein kifizetett magas kisajátítási összeg volt az oka. A drága építés ellenére a vonalon jelentős műtárgy nem épült: a völgyeket a vasút általában kissugarú, szerpentinszerű ívekkel kerülte ki, nagyjából végig a szintvonalakat követve.
A vasútvonal szerepe kezdettől fogva igen sokrétű volt: Pécs közelében a város elővárosi forgalmát, továbbá a mecseki szénbányákat szolgálta, a Pécsváradtól keletre eső szakaszon pedig az érintett falvak közötti forgalmat, illetve az ott megtermelt mezőgazdasági termékeket (elsősorban fát) szállították rajta. Korábban jelentős teherforgalmat generált az erdősmecskei gránitbánya is: a falu vasútállomására a követ egy kisvasút szállította, melynek a nyomai máig láthatók. Szintén külön kisvasút vezetett a 64-es vonalhoz a vasasi szénbányák irányából, a Hosszúhetény keleti felén lévő üzemeket pedig egy normál nyomtávú iparvágánnyal szolgálták ki (ezen egészen 2005-ös elbontásáig zajlott a forgalom). A vasútvonal földrajzi helyzete lehetővé tette, hogy – HÉV-jellege ellenére – a távolsági forgalomban is jelentős szerepet játsszon. Ezen a vasútvonalon lehetett ugyanis Pécs felől a legrövidebb úton eljutni az Alföldre: így nem csoda, hogy a Kiskunfélegyháza illetve Szeged felé közlekedő gyorsvonatok egészen az 1990-es évekig erre jártak. A vonalnak az 1970-es években a hálózatban betöltött szerepe miatt fővonali besorolása volt. Meg kell ugyanakkor jegyezni, hogy Trianoni békeszerződés után a távolsági kapcsolatok értékéből némileg levont a határmenti Csikéria–Szabadka-vasútvonal kiesése: ezután Szeged nyugati irányból már csak jókora kerülővel vált elérhetővé.

## A vonal leépülése
Bár a hatvanas évektől kezdve a pályát folyamatosan korszerűsítették (az építéskori i-vágányzatot fokozatosan c-rendszerűre építették át), annak állapota az 1990-es évek közepére kritikussá vált. 1996 őszén egy személyvonat kisiklását követően a pályafenntartás a Pécsvárad — Bátaszék szakasz nagy részén 20 km/h-s sebességkorlátozást rendelt el. A személyvonatok menetideje Pécs és Bátaszék között három órára nőtt, emiatt 1996 decemberében új menetrendet adtak ki a vonalra. Az utazási idő rövidítésére a Pécs és Kiskunfélegyháza, illetve Szeged között közlekedő közvetlen vonatok mellett, azokhoz Bátaszéken csatlakozva pótlóbuszokat indítottak, melyek Pécs és Bátaszék között nem álltak meg, menetidejük 1 óra 15 perc volt. A pécsi vasút-igazgatóság végül döntött, hogy 1997. május 31-et követően a vonatok közlekedését Pécsvárad és Palotabozsok között – „ideiglenesen” – pótlóbuszokkal váltja fel. Az utolsó nap még MD motorvonatok is közlekedtek, bár az utolsó jármű ami teljes hosszában végigment a vonalon, egy mellékkocsis Bzmot volt. A buszos pótlás a vonal közepét érintette, Pécs és Pécsvárad között, illetve Bátaszéktől Palotabozsokig közlekedtek a személyvonatok, a teherforgalom Bátaszék felől Véménd állomásig körülbelül 2001 szeptemberéig maradt meg. Az erdős fekvésnek köszönhetően a leállított pályaszakaszt néhány éven belül szinte teljesen visszahódította a természet: 1998 őszén néhány vasútbarát hajtánnyal még végig tudta járni a bezárt szakaszt, 2001-es visszatérésükkor azonban már komoly földmunkára és bozótirtásra volt szükségük az előrehaladáshoz.
A vonal keleti felén, Palotabozsok és Bátaszék állomások között 2003 februárjában szűnt meg a közlekedés. 2003 január 23-án 0 órától tengelyrepedésre hivatkozva a MÁV tömegesen állította le a főként mellékvonalakon közlekedő Bzmot motorkocsikat. A járművek átvizsgálásának és javításának ideje alatt több vasútvonalon kiszámíthatatlanná vált a közlekedés, vagy le is állt. Az ideiglenes szünet a keleti vonalrész végét jelentette, mivel az országban egyedüli vonalszakaszként itt később sem állt helyre a vasúti közlekedés, a pótlóbuszok útvonala meghosszabbodott Palotabozsoktól Bátaszékig. Érdekes, hogy a vonatokat felváltó autóbuszok – a közutak előnytelen vonalvezetése, rossz állapota és a falvak elszórt elhelyezkedése miatt – nem tudtak érdemben jobb menetidőt produkálni.

## Mai helyzet

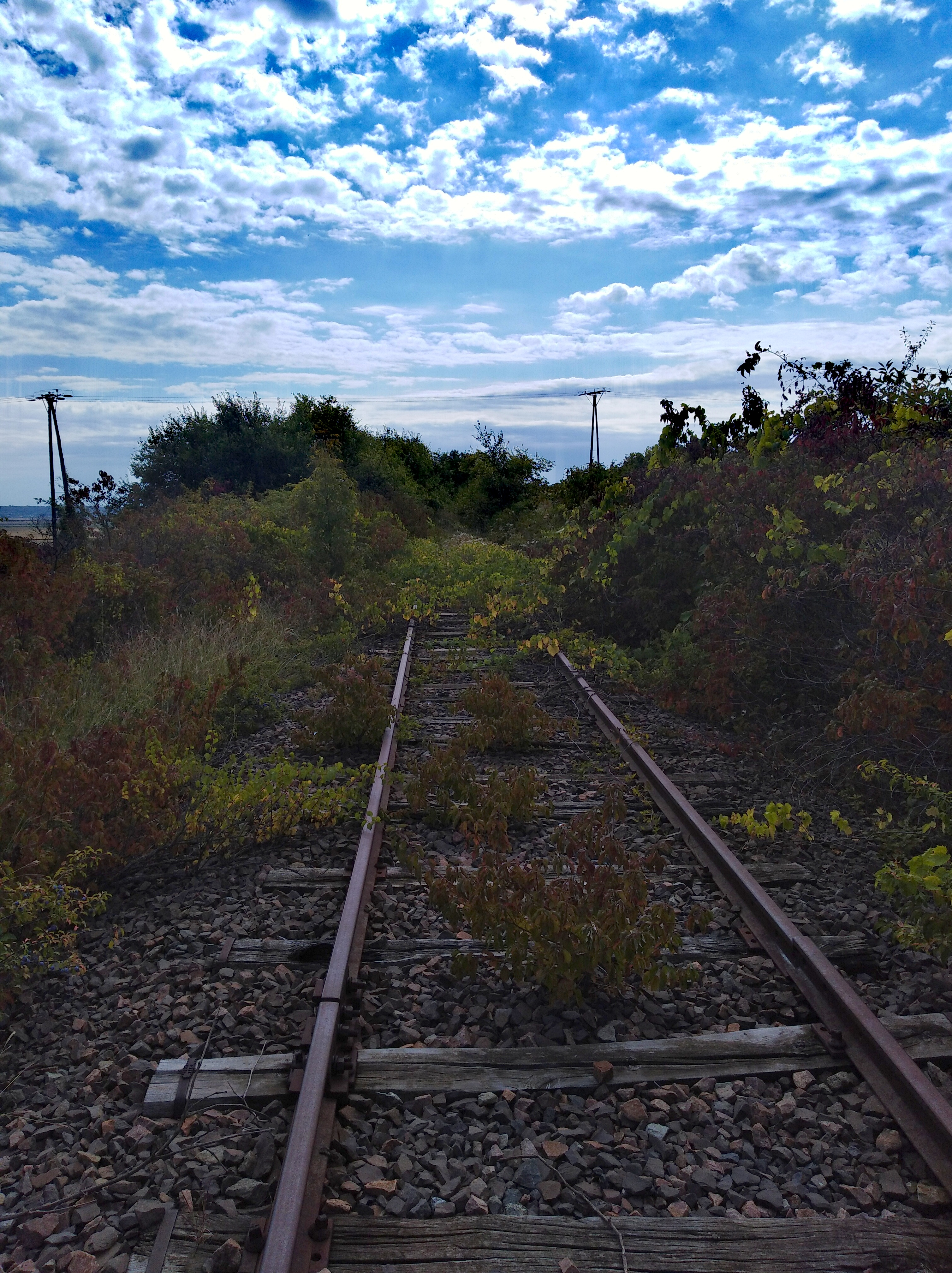
A vonal maradványa Bátaszéknél 2019-ben

Bár forgalma még sokáig jelentős maradt, a nyugati szakasz is egyértelműen a leépülés útján indult el. 2004–2005 között még gyakori látvány volt a vonalon a mellékkocsis Bzmot és az MDmot; később már csak szóló Bzmot továbbította a csekély számú személyvonatot. A 2007-es vonalbezárások eredményeként 2007 júniusától a pótlóbuszokat a Pannon Volán helyközi járatai váltották fel, így a vonal forgalma Pécsváradig rövidült.
A pécsi fejlesztési elképzelések között sokáig szerepelt a 64-es vasútvonal megmaradt részének elővárosi gyorsvasúttá való fejlesztése (ami az elképzelések szerint kapcsolódott volna a tervezett pécsi villamosvonalakhoz is), erre azonban anyagi támogatás és valós politikai szándék híján nem sok esély van. 2009. december 13-án a személyszállítás felfüggesztésével a maradék vonalszakaszon is megszűnt a forgalom. Az utolsó járatot egy MDmot szerelvény teljesítette, a menetrendváltással a típus több évtized után szintén elhagyta Pécset. 2010 márciusára elkészült a M6-os és M60-as autópálya vasútvonallal közel párhuzamos szakasza, a dombvidéket délkeletről megkerülő nyomvonal ellenére jelentősen javítva a közúti eljutási időkön.
Azóta a nyíltvonali vágányt a bozótos növényzet szinte teljesen benőtte, néhány szakaszon felszedték, sínszálakat loptak el és szintbeni közúti kereszteződéseket bontottak el. Sok helyen még gyalogosan is járhatatlan. Északi szakaszát Bátaszéknél kizárták a forgalomból, a Wienerberger téglagyár kiágazásáig járható. 2024. december 12-étől a vasútvonal Pécs-Külváros (kiz.) – Pécsvárad (bez.) szakasza hivatalosan is üzemszünet alatt áll.

## Emlékezete
A Vasúti Múzeum Palotabozsok Hagyományőrző Egyesület Palotabozsok vasútállomáson 2019-ben vasúttörténeti múzeumot és hajtánypályát rendezett be.

## A kultúrában
A megszűnt vasút emlékét egy hosszúhetényi népdal őrzi:
"Ez a kislány mit gondolt magába, / Lefeküdt a masina aljába / Egyet-kettőt füttyentett a masina sípja, / Szaladj, kislány, elvág a masina! // Nem szaladok, itt lesz a halálom, / Itt hagyott el engemet a párom. / Ha elhagyott, majd megvár engem a babám, / A hetényi vasútállomásnál."
Az utolsó szerelvények útjáról számos videófelvétel és fotó született.